# 구소영
구소영은 대한민국의 음악감독이다. 1999년 뮤지컬 '명성황후' 음악 조감독으로 데뷔하였다.

## 학력
- 상트페테르부르크 국립 음악원 합창지휘

## 수상 목록
- 2024년 제8회 한국 뮤지컬 어워즈 음악상 (이프덴)